# Anthony Olubunmi Okogie
Anthony Olubunmi Okogie (nascut el 16 de juny de 1936) és un cardenal nigerià de l'Església catòlica i anterior arquebisbe de Lagos.

## Biografia
Nacut a Lagos, Okogie va néixer en el si d'una família reial d'Uromi a l'estat d'Edo. El seu pare era esan i la seva mare era ioruba. Okogie va ser ordenat prevere l'11 de desembre de 1966. va obtenir una llicenciatura en teologia sagrada, i havia planejat estudiar a Roma, però va ser reclamat a Nigèria, on va realitzar tasca pastoral a la catedral de la Santa Creu. Va ser allistat per l'exèrcit nigerià, on serví com a capellà. Després d'un altre període de servei a la catedral, va fer de professor al King's College de Lagos.
El 1971 va ser ordenat bisbe titular de Mascula i auxiliar d'Oyo, i el 1973 va ser fer arquebisbe. Com a arquebisbe, Okogie va presidir l'Associació cristiana de Nigèria i, entre 1994 i 2000, la Conferència episcopal de Nigèria.
El cardenal Okogie s'oferí voluntari per morir en lloc d'una dona musulmana que havia estat condemnada a morir apedregada per un tribunal islàmic acusada d'adulteri.
Va ser proclamat cardenal pel Papa Joan Pau II al consistori del 21 d'octubre de 2003, amb el títol de cardenal prevere de Beata Vergine Maria del Monte Carmelo a Mostacciano. Va ser un dels cardenals electors que participaren en els conclaves de 2005 que escollí el Papa Benet XVI i al de 2013 que elegí al Papa Francesc. Durant el dia d'inauguració del conclave de 2013, el cardenal Okogie destacava perquè era el cardenal que anava amb una cadira de rodes durant la majoria dels procediments, aixecant-se només quan va haver d'anar cap als evangelis i fer el jurament de cardenal elector. Duran la processó i l'entrada al conclave, el cardenal Okogie era l'únic cardenal de l'església llatina que no portava la musseta.
El 25 de maig de 2012 s'acceptà la seva dimissió pel govern pastoral de la seu de Lagos en haver acomplert l'edat límit de 75 anys.

## Opinions

### Preservatius
El 2007 condemnà l'aprovació del govern per obrir una fàbrica de preservatius.

### Celibat
El cardenal Okogie ha defensat les lleis catòliques sobre el celibat dels preveres.

### Cultura americana
Okogie s'ha mostrat crític vers la cultura americana, especialment pel que fa a les vocacions sacerdotals. Va dir que «aquella gent d'allà, als Estats Units, no valoren res. I com voleu que vinguin preveres d'un lloc com aquell?»